# Nicky Hopkins
Nicholas Christian "Nicky" Hopkins (Perivale, Londres, 24 de febrero de 1944-Nashville, Tennessee, 6 de septiembre de 1994) fue un músico inglés que participó en algunas de las piezas musicales más importantes de la música popular inglesa y estadounidense de los años 1970 a 1980, tocando el piano y el órgano. Está considerado uno de los más importantes músicos de estudio de la historia del rock, tocando en incontables sesiones de líderes ingleses y americanos.

## Biografía
Nicky Hopkins comenzó su carrera musical a principios de los 60 como pianista con Screaming Lord Sutch's Savages, formación que también incluía a Ritchie Blackmore, fundador de Deep Purple. A continuación, se unió a The Cyril Davies All Stars, una de las primeras bandas inglesas de Rythm & Blues, y tocó con ellos el piano en su LP Country Line Special.
El haber sufrido desde niño la enfermedad de Crohn, su débil salud y frecuentes operaciones hicieron que concentrara su trabajo en el estudio, permaneciendo alejado de las giras. Comenzó su carrera musical como músico de sesión en Londres a principios de los sesenta. Se convirtió rápidamente en uno de los más demandados, contribuyendo con sus influencias de boogie-woogie en muchas grabaciones de éxito. Trabajó intensamente como pianista para los más afamados productores ingleses del momento como Shel Talmy y Mickie Most y tocó en sencillos de The Kinks, Donovan y, especialmente, Rolling Stones. Para estos últimos interpretó algunas de sus más memorables sesiones, principalmente en sus discos de los años sesenta como Between the Buttons, Their Satanic Majesties Request, Beggars Banquet y Let it Bleed. Jamming With Edward fue grabada durante las sesiones de Let it Bleed, supuestamente mientras Mick Jagger, Bill Wyman y Charlie Watts, junto con Ry Cooder, esperaban a Keith Richards en el apartamento parisino de Keith; el "Edward" del título se supone un "alias" de Nicky Hopkins.
En 1965 tocó el piano en el LP debut de The Who, My Generation. Grabó con la mayoría de los números uno de Inglaterra de los sesenta incluidos Beatles, Rolling Stones, The Who y Kinks, así como en los álbumes en solitario de John Lennon, George Harrison, Ringo Starr y Jeff Beck, entre otros. Ayudó también a definir el llamado sonido San Francisco tocando en los discos de Jefferson Airplane, New Riders of the Purple Sage y Steve Miller Band. También se unió brevemente a Quicksilver Messenger Service y tocó con Jefferson Airplane en el festival de Woodstock.
En 1967 se unió a The Jeff Beck Group, formado por el guitarrista ex Yardbirds Jeff Beck, el vocalista Rod Stewart, el bajista Ronnie Wood y el baterista Micky Waller. Tocó en sus influyentes discos Truth y Beck-Ola. Fue también miembro del grupo de corta vida Sweet Thursday en 1969.
Hopkins se unió a la formación de directo de los Rolling Stones en el tour Good-Bye Britain de 1971, así como en el notable North American Tour de 1972 y en el Winter Tour of Australia and New Zealand de principios de 1973. La participación de Hopkins destaca notablemente en el clásico Exile on Main Street de 1972. Falló en la gira por Europa de los Stones de 1973 debido a su enfermiza salud y, aparte de una esporádica aparición como invitado en 1978, no volvería a tocar en directo nunca más con los Stones. Continuó grabando con ellos hasta 1980 y en sus discos en solitario hasta 1991.
Cuando John Lennon registró sus temas "Jealous guy" e "Imagine", bajo la producción de Phil Spector, Hopkins participó con sus muy recordadas partes de piano.
Publicó un álbum en solitario en 1973 titulado The Tin Man Was a Dreamer. Otros músicos que aparecieron en dicho álbum fueron George Harrison (bajo el seudónimo de George O'Hara), Mick Taylor de los Rolling Stones y Prairie Prince que acabaría en los punks subversivos The Tubes. El álbum es una rara oportunidad para escuchar a Hopkins cantando y fue reeditado por Columbia Records en el 2004. En esa etapa, consiguió realizar una gira con Jerry García y su Jerry Garcia Band desde el 5 de agosto al 31 de diciembre de 1975.
Como músico de sesión, Hopkins ha sido conocido por su capacidad para realizar buenos acompañamientos sin apenas ensayos previos y era conocido en el mundillo discográfico por leer cómics durante las sesiones de grabación. El clásico Session Man de los Kinks está dedicado a él (el miembro de los Kinks Ray Davies escribió una pieza "in memoriam" tras su muerte que apareció en el New York Times).
Era un miembro de la Iglesia de la Cienciología y fue galardonado con la Medalla de la Libertad de los Cienciologistas en octubre de 1989.

## Muerte
Hopkins falleció el 6 de septiembre de 1994 en el hospital de St. Thomas, en Nashville debido a complicaciones de una operación intestinal anterior. Tenía 50 años. Estaba entonces trabajando en su autobiografía con Ray Coleman. Dejó viuda a su esposa, Moira.